# Будик (граф Нанта)
Будик (Будиг) (фр. Budic, брет. Budig; умер в 1037/1038) — граф Нанта с 1004/1005, сын Юдикаэля, графа Нанта.

## Биография
После смерти своего отца Юдикаэля, Будик до 1010 года находился под пристальным надзором епископа Нанта Готье II, утверждённого Жоффруа I, герцогом Бретани.
Будик воспользовался паломничеством в Святую Землю епископа, завладел его имуществом и разрушил епископский дворец. Вернувшись, Готье попросил вмешательства герцога Жоффруа I, а Будик был вынужден обратиться за помощью к графу Анжу Фульку III, что привело к потере части территории к югу от Нанта на Луаре.
После окончания в 1033 году последнего конфликта с герцогом Бретани Аленом III, Будик признал сюзеренитет графства Ренн над графством Нант.

## Брак и дети
Жена: Хадвиза. Дети:
- Матье, упоминается в 1038/1041
- Матье I (ум. 1051), граф Нанта с 1037/1038
- Будик